# Pretium doloris
Pour les articles homonymes, voir Pretium doloris (homonymie).
 (23 juillet 2013).
Pretium doloris (littéralement du latin : « le prix de la douleur ») est un terme employé pour désigner le dommage lié aux souffrances physiques et morales d'un individu (par exemple, les douleurs liées à une blessure, préjudice moral dû à la perte d'une personne proche). 

## Pretium dolorisaprès un accident
Lors d'un accident, il s’agit d'une compensation pour les douleurs éprouvées lors de l'accident et lors des traitements médicaux qui ont suivi, jusqu’à la date de consolidation.
Il est évalué sur une échelle allant de 1 (très léger) à 7 (très important) de la même manière que le préjudice esthétique.
On va tenir compte pour son évaluation de la nature des lésions, du nombre d’interventions chirurgicales, du nombre et de la durée des hospitalisations, de la nature et de la durée de la rééducation etc.
C'est également le nom, alors francisé, donné à une chronique écrite par Georges Ripert, Le Prix de la douleur, traitant de la question du préjudice moral dans une optique extrêmement critique.

## En droit québécois
En droit québécois, le pretium doloris est un chef de dommages qui appartient au recours successoral des héritiers, contrairement au solatium doloris qui appartient au recours personnel de la victime par ricochet.

## Sources
- Dictionnaire du vocabulaire juridique, 6e éd., s. la dir. de Rémy Cabrillac, Paris, Litec, 2014, p. 404-405.